# Startrade
Startrade (eigene Schreibweise StarTrade) ist eine in Echtzeit gespielte Weltraum-Wirtschaftssimulation, die das Spielprinzip von Elite aufgreift. Das Spiel ist kostenfrei (Freeware) und quelloffen.

## Konzept
StarTrade stellt vom Spielstil her eine Neuauflage des Spiels Privateer dar, welches wiederum eine Neuauflage des Klassikers Elite war. Außerdem bestehen Ähnlichkeiten zu Freelancer, bei welchem ebenfalls einige Anleihen der vorangegangenen Spiele eingeflossen sind.
Ziel des Spiels ist es, wie bei den Klassikern zuvor, Geld durch Handel, Piraterie oder Abschussprämien für Piraten zu verdienen. Der Spieler beginnt wie bei Elite mit einem wenig leistungsfähigen, schwach bewaffneten Raumschiff und muss sich mit dem verdienten Geld nach und nach eine bessere Ausrüstung zusammenkaufen, um damit noch mehr Geld zu verdienen.

## Bündnisse
- "Die Allianz" stellen eine Weltraumpolizei dar und verdienen Geld durch Abschussprämien für das Zerstören von Piratenraumschiffen und schützen die Handelsschiffe.

- "Die Piraten" sind die Piraten, die Handelsschiffe zerstören und die Fracht stehlen, um sie dann zu verkaufen.

- "Die Händler" verdienen ihr Geld durch Handel mit den auf verschiedenen Handelsstationen erhältlichen Waren, deren Preise sich nach den Gesetzen von Angebot und Nachfrage ändern.

Die Zugehörigkeit des Spielers zu den Bündnissen ergibt sich durch die Handlungen im Spielverlauf.

## Geschichte
Nachdem die Erde durch mehrere Asteroideneinschläge unbewohnbar gemacht wurde, zieht die Menschheit in den Weltraum, um dort ein neues Leben zu beginnen.

## Grafik
Das Spiel hat eine Art düsteren Comic-Look, der sich mit Retro-Pixelei vermischt. Die Perspektive, aus der der Spieler das Geschehen beobachtet ist eine GTA2 ähnliche Vogelperspektive.

## Technologie
StarTrade wurde unter BlitzMax programmiert und verwendet OpenGL für die Grafikausgabe. Dadurch ist StarTrade plattformunabhängig.

## Erweiterbarkeit
Das Spiel ist weitestgehend modifizierbar, da alle Spielregeln und Objekte einschließlich Grafiken und Sounds frei zugänglich sind. Ein neues Raumschiff zu erstellen, beansprucht z. B. etwa eine halbe Stunde. Neben den Standard-Schiffen gibt es auch größere Einheiten, wie zum Beispiel Kreuzer oder Fregatten mit schwerer Bewaffnung in Geschütztürmen.

## Sinnvolles Spiel-Universum
Das Spiel-Universum wird durch eigenständige Nicht-Spieler-Charaktere belebt, welche – mit einer einfachen KI im Hintergrund – ihre Schiffe steuern. So ist es etwa möglich, dass der Spieler dort am meisten auf Händler trifft, wo es die günstigsten Waren gibt. Handelsrouten entstehen so von alleine. Die Polizei versucht, die Händler zu schützen und verwickelt die Piraten dabei in Gefechte.